# Von Schmid

Familiewapen van Von Schmid

Von Schmid is een uit Zwitserland afkomstig geslacht waarvan leden sinds 1895 tot de Nederlandse adel behoren.

## Geschiedenis
De stamreeks begint met Burkhart Schmid die tussen 1380 en 1406 als huiseigenaar te Klingnau wordt vermeld, herbergier, wijnkoper, burger, lid Grote raad en schepen van Zürich werd en tussen 1436 en 1442 overleed. Nazaten van hem traden rond 1700 in Statendienst waarna leden van het geslacht zich in de Nederlanden vestigden. Tussen 1895 en 1898 werden drie broers ingelijfd in de Nederlandse adel.
In 2007 leefden er nog zeven mannelijke adellijke telgen, de laatste geboren in 2003 en zoon van en vermoedelijke opvolger als chef de famille.

## Enkele telgen
Jacob Anthonij Lodewijk von Schmid (1806-1890), majoor
- Jhr. Lodewijk Marie Alexander von Schmid (1859-1942), generaal-majoor
  - Prof. jhr. mr. dr. Johan Jacob von Schmid (1895-1977), hoogleraar psychologie en filosofie aan de Vrije Universiteit Brussel; trouwde in 1927 met jkvr. Sophia Aletta Désirée Boreel (1896-1981), lid van de familie Boreel
- Jhr. Jacobus Anthony Adolph von Schmid (1862-1921), luitenant-kolonel
  - Jhr. Felix Johann von Schmid (1896-1951), koopman
    - Jhr. drs. Felix Adolph von Schmid (1929-2005), leraar geschiedenis en lid van de gemeenteraad van Breda
      - Jhr. Felix J.C.M. von Schmid , ondernemer en scenarioschrijver, chef de famille